# Kreisgericht Bochum
Das Kreisgericht Bochum war von 1849 bis 1879 ein preußisches Kreisgericht mit Sitz in Bochum.

## Geschichte
Die „Verordnung über die Aufhebung der Privatgerichtsbarkeit und des eximierten Gerichtsstandes sowie über die anderweitige Organisation der Gerichte“ vom 2. Januar 1849 hob die Patrimonialgerichtsbarkeit auf. Gleichzeitig wurde das Appellationsgericht Hamm geschaffen, dem Kreisgerichte, darunter das Kreisgericht Bochum zugeordnet waren. Sein Sprengel umfasste den Landkreis Bochum sowie Teile des Landkreises Dortmund und des Landkreises Hagen mit den Städten Bochum, Hattingen und Witten. Das zuständige Schwurgericht war das Kreisgericht Hamm. Eine Gerichtsdeputation wurden in Hettingen eingerichtet. Der Sprengel des Kreisgerichts umfasste 66.986 Gerichtseingesessene (1859). Am Gericht waren ein Direktor und 10 Kreisrichter tätig. Es war damit das größte Kreisgericht im Sprengel des Appellationsgerichts Hamm.
Mit den Reichsjustizgesetzen wurden die Gerichte im Deutschen Reich vereinheitlicht. Das Kreisgericht Bochum wurde 1879 aufgehoben. Neu eingerichtet wurde nun das Amtsgericht Bochum im Bezirk des Landgerichtes Essen.
Die Gerichtsdeputation Hattingen wurden 1879 ebenfalls aufgehoben und das Amtsgericht Hattingen gebildet.